# 謝東陽
謝東陽（1523年—？年），字子生，四川保寧千戶所軍籍湖廣巴陵縣人。

## 生平
閏四月二十二日生，行二，治《詩經》，由保寧府學生中式四川鄉試第四十九名舉人，年三十七歲中式嘉靖三十八年會試第二百四十名，己未科第三甲第三十名進士。历官兵部员外郎，隆慶五年（1571年）正月升山东按察司佥事，分巡東兖道，因被御史田子坚弹劾，万历元年（1573年）三月调簡。二年八月起補陕西佥事，四年二月以病乞休。

## 家族
曾祖謝琰，祖謝義，父謝廷臣，前母崔氏；母楊氏；繼母李氏；繼母劉氏。具慶下。